# Sule Skerry
Pour les articles homonymes, voir Sule.
Sule Skerry est une île du Royaume-Uni située au large des principales îles de l'archipel des Orcades en Écosse.

## Géographie
Sule Skerry se trouve à 60 kilomètres à l'ouest de l'archipel des Orcades. La seule île voisine de Sule Skerry est Sule Stack qui se trouve à 10 kilomètres au sud-ouest. Des îles plus éloignées comme North Rona et Sula Sgeir se trouvent à environ 80 kilomètres plus à l'ouest. Elle a une superficie de 16 ha et environ 0,8 km de long. Son point culminant atteint une hauteur de 12 mètres.

## Biologie
Sule Skerry et Sule Stack sont répertoriés comme une Zone de protection spéciale comme zone de nidification et de repos de milliers de macareux et de fou de Bassan et un plus petit nombre de pétrels  et pétrels-tempête.  
Chaque année, les macareux et les autres oiseaux marins sur les îles sont surveillés par une équipe d'ornithologues. Ils surveillent les oiseaux de mer sur l'île depuis 1975. 
L'île est sans arbres,car peu d'arbres résisteraient aux vents forts de l'hiver et de l'environnement de pulvérisation saline.  